# 東林強制収容所
東林強制収容所（トンリムきょうせいしゅうようじょ）は、朝鮮民主主義人民共和国平安北道東林郡に所在する「再教育」のための強制収容所。

## 概要
正式名称は、第2号教化所（だい2ごうきょうかじょ）。その囚人数と活動実態は不明である。